# Mungkid (plaats)
Mungkid is een bestuurslaag in het regentschap Magelang van de provincie Midden-Java, Indonesië. Mungkid telt 5622 inwoners (volkstelling 2010).